# Paul de Smet de Naeyer
Paul Joseph de Smet de Naeyer, gróf, (Gent˙, 1843. május 13.– Brüsszel, 1913. szeptember 9.) belga politikus, Belgium miniszterelnöke 1896 és 1899, illetve 1899 és 1907 között.

## Életpályája
Apja a textiliparban volt érdekelt. De Smet szintén a textiliparban dolgozott, de pénzügyi érdekeltségei is voltak, a Société Générale de Belgique elnöke volt és számos szénbányában is érdekeltsége volt.
1886 és 1908 között Gent és Eeklo képviselője volt a belga képviselőházban, majd 1908 és 1913 között a belga szenátus tagja volt. Első miniszteri tisztségét Jules de Burlet kormányában kapta, 1894-től a pénzügyminiszteri posztot töltötte be.
1896. február 25-én kormányt alakított, ahol a miniszterelnöki mellett a pénzügyminiszteri tiszt is az övé volt. 1899. elején fél évre Jules Vandenpeereboom alakított kormányt, majd 1899. augusztus 5-étől ismét de Smet de Naeyer kormányzott, egészen 1907. április 12-éig.
1899-ben II. Lipót belga király kinevezte államminiszternek, 1900-ban grófi címet adományozott neki. 1913-ban Brüsszelben halt meg.

## Az első de Smet de Naeyer-kormány tagjai
| Miniszteri tiszt                        | Név                          | Párt      |
| --------------------------------------- | ---------------------------- | --------- |
| Külügyminiszter                         | Paul de Favereau             | Katolikus |
| Belügyminiszter                         | Frans Schollaert             | Katolikus |
| Igazságügyminiszter                     | Victor Begerem               | Katolikus |
| Pépnzügyminiszter                       | Paul de Smet de Naeyer       | Katolikus |
| Mezőgazdasági és közmunkaügyi miniszter | Léon De Bruyn                | Katolikus |
| Vasút, posta és távközlési miniszter    | Jules Vandenpeereboom        | Katolikus |
| Ipari és munkaügyi miniszter            | Albert Nyssens               | Katolikus |
| Hadügyminiszter                         | Jacques Brassine altábornagy |           |

### Változások
- 1896. november 11.
  - Jacques Brassine lemondott a hadügyminiszteri posztról, helyét Jules Vandenpeereboom vette át.

## A második de Smet de Naeyer-kormány tagjai
| Miniszteri tiszt                     | Név                                         | Párt      |
| ------------------------------------ | ------------------------------------------- | --------- |
| Külügyminiszter                      | Paul de Favereau                            | Katolikus |
| Belügyminiszter                      | Jules de Trooz                              | Katolikus |
| Igazságügyminiszter                  | Jules Van den Heuvel                        | Katolikus |
| Pénzügyminiszter                     | Paul de Smet de Naeyer                      | Katolikus |
| Mezőgazdasági miniszter              | Louis van der Bruggen                       | Katolikus |
| Vasút, posta és távközlési miniszter | Julien Liebaert                             | Katolikus |
| Ipari és munkaügyi miniszter         | Julien Liebaert                             | Katolikus |
| Hadügyminiszter                      | Alexandre Cousebandt d'Alkemade altábornagy |           |

### Változások
- 1900. február 5.
  - Julien Liebaert lemondott az ipari és munkaügyi miniszteri posztról, helyét Arthur Surmont de Volsberghe vette át.
- 1902. augusztus 9.
  - Arthur Surmont de Volsberghe lemondott az ipari és munkaügyi miniszteri posztról, helyét Gustave Francotte vette át.

## Fordítás
- Ez a szócikk részben vagy egészben  a   Paul de Smet de Naeyer című holland Wikipédia-szócikk fordításán alapul.  Az eredeti cikk szerkesztőit annak laptörténete sorolja fel. Ez a jelzés csupán a megfogalmazás eredetét és a szerzői jogokat jelzi, nem szolgál a cikkben szereplő információk forrásmegjelöléseként.